# Basílica de Sant Urbà de Troyes
La Basílica de Sant Urbà de Troyes és un edifici catòlic de la ciutat de Troyes, a la Xampanya (estat francés). D'estil gòtic, aquesta gran església es començà a construir durant la segona meitat del segle XIII pel papa Urbà IV, al el seu lloc de naixement, i la consagraren el 1389. Les obres se'n perllongaren fins al segle XIX.
Monument emblemàtic de l'estil gòtic flamíger, la Basílica de Sant Urbà destaca per la unitat d'estil, a causa dels mitjans excepcionals que el papa, fill d'un sabater de Troyes (c. 1195), hi emprà en aquesta construcció començada a la dècada dels 1260. L'arquitectura deixa tot l'espai als vitralls. A causa de dificultats financeres, la construcció se n'hagué d'interrompre i es va reprendre entre el segle XIII i el XX, quan finalment es va completar.

## Història

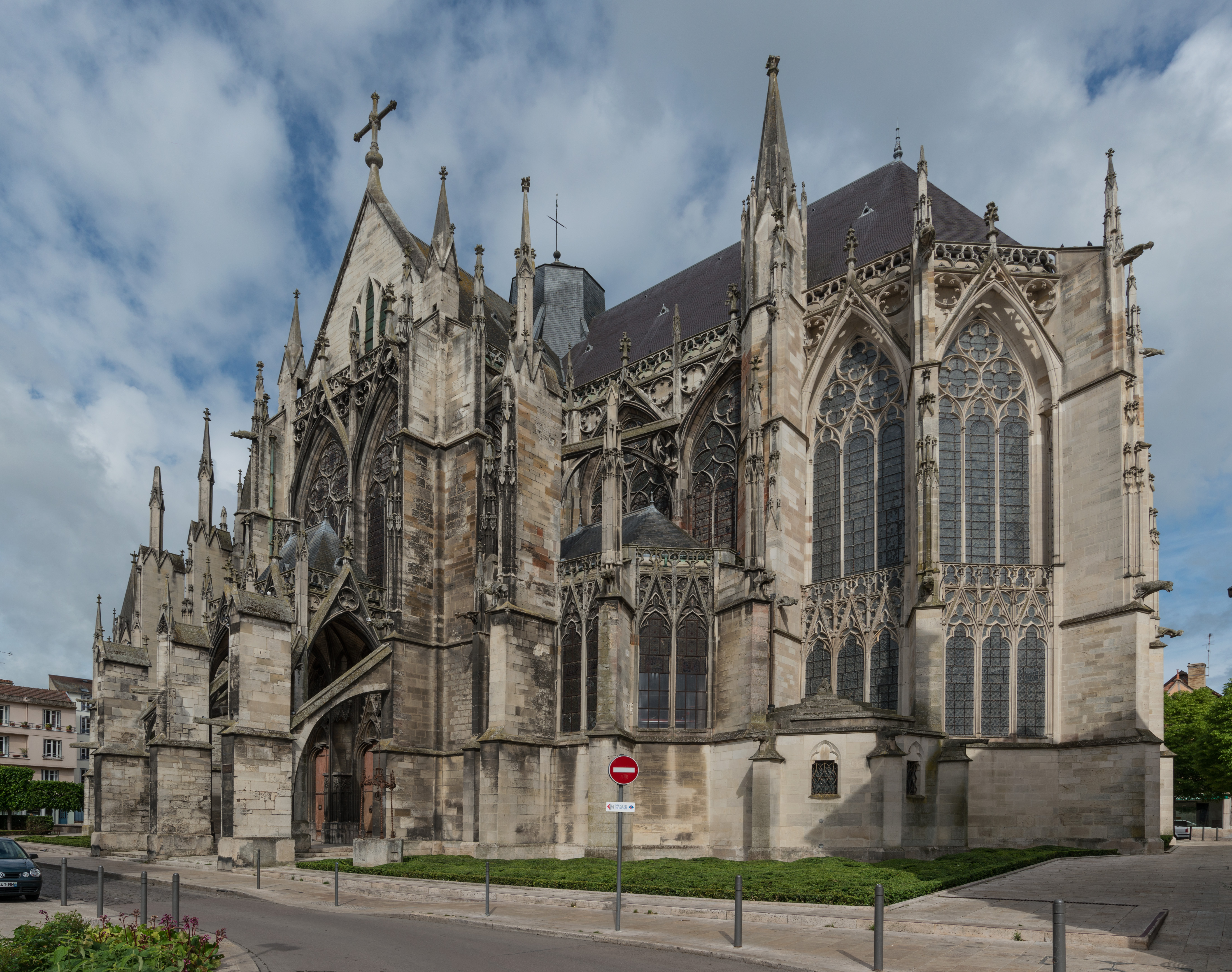
La façana sud-est del carrer Urbà IV

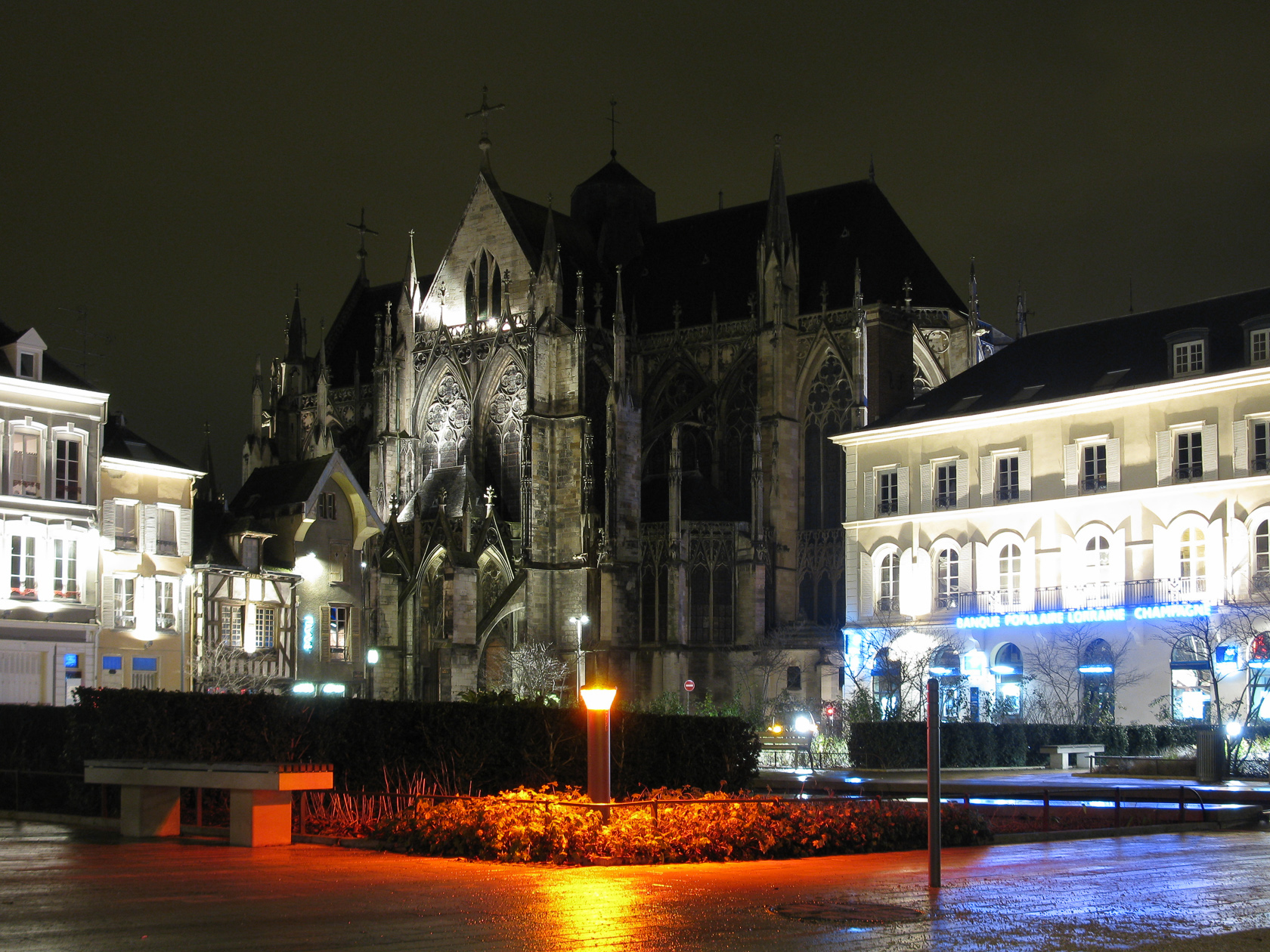
La façana vista de nit

En començà la construcció Jacques Pantaléon. D'orígens molt modestos -el seu pare era sabater-, tingué una carrera eclesiàstica notable, i ocupà els càrrecs d'ardiaca de Laon, ambaixador de la Santa Seu, bisbe de Verdun i patriarca de Jerusalem. El 1261, fou elegit papa com a Urbà IV.
Volgué construir al lloc de la botiga de la seua família, on, segons la tradició, havia nascut, una basílica dedicada a sant Urbà, papa del segle III, el seu sant patró. Amb recursos financers importants es va edificar ràpidament. La major part es va construir en menys de trenta anys, del 1262 al 1286. A la mort d'Urbà IV el 1264, el seu nebot, que era cardenal, en continuà la construcció. Entre el 1262 i el 1266, el mestre d'obres en fou Jean Langlois, un burgés de Troyes. Per a Eugène Lefèvre-Pontalis, fou ell qui va dissenyar el plànol i l'alçat de l'església i la va convertir en la precursora de l'estil esvelt del segle XIV. Després del 1266, es feu croat i va anar a Xipre.
L'obra va ser interrompuda entre el 1266 i el 1269, per l'obstrucció d'Ode de Pougy, abadessa de l'Abadia de Notre-Dame-aux-Nonnains de Troyes, que rebutjà la construcció al seu feu d'una església directament dependent de la Santa Seu. Fins i tot va enviar soldats per devastar l'obra i després abusar del legat papal que va venir el 1268 per a beneir el cementeri de l'església, cosa que comportà la seua excomunió el15 de juliol del 1268. Un incendi al 1266 va destruir completament l'estructura del cor i les cornises de les canaletes s'esfondraren. Els danys van ser menys greus per sobre del transsepte, en què encara no s'havia instal·lat la teulada. Les obres se'n reprengueren entre el 1267 i el 1270 per completar els dos porxos i la part superior del transsepte. La col·legiata es va consagrar el 1389. L'església esdevingué un edifici parroquial durant la Revolució Francesa i el cor i el transsepte se'n renovaren entre el 1876 i el 1886. L'arquitecte diocesà Paul Selmersheim completà la nau durant la fase d'obres del 1893 al 1905.
L'església és un dels principals testimonis de l'estil gòtic flamíger, que es donà a París i al nord de l'estat francés a partir de mitjans del segle XIII. Com l'altre gran edifici flamíger del nord de França, la Santa Capella de París, l'església de Sant Urbà de Troyes magnifica l'estructura arquitectònica. Tots els elements portants estan fortament emfasitzats, per a ressaltar l'esquelet de l'edifici. Així, les columnes fasciculades que s'alcen des de la part inferior, sense interrupció, arriben directament a les voltes i reafirmen la verticalitat de la construcció. Igualment, hi ha una simplificació de l'alçat. L'església de Sant Urbà de Troyes no té els tres nivells, que llavors s'utilitzaven en l'arquitectura gòtica, açò és, grans arcades, trifori i trams elevats. Ací només hi ha dos nivells, grans arcades i trams elevats. Aquesta disposició permet reforçar el lloc dels vitralls, que a Sant Urbà de Troyes ocupen tots els espais no dedicats a l'estructura portant. Les forces es rebutgen a l'exterior i es retenen mitjançant arcbotants.Per això, és una església formada sols per elements portants i vidre. Un cicle abundant de vitralls es reparteix per tot l'edifici.

### Portal
La basílica té tres portals del segle XIII, el portal de l'oest, dividit en tres parts, té un timpà sobre el Judici Final. El portal del nord està protegit per un impressionant dosser de puntes de pedra.

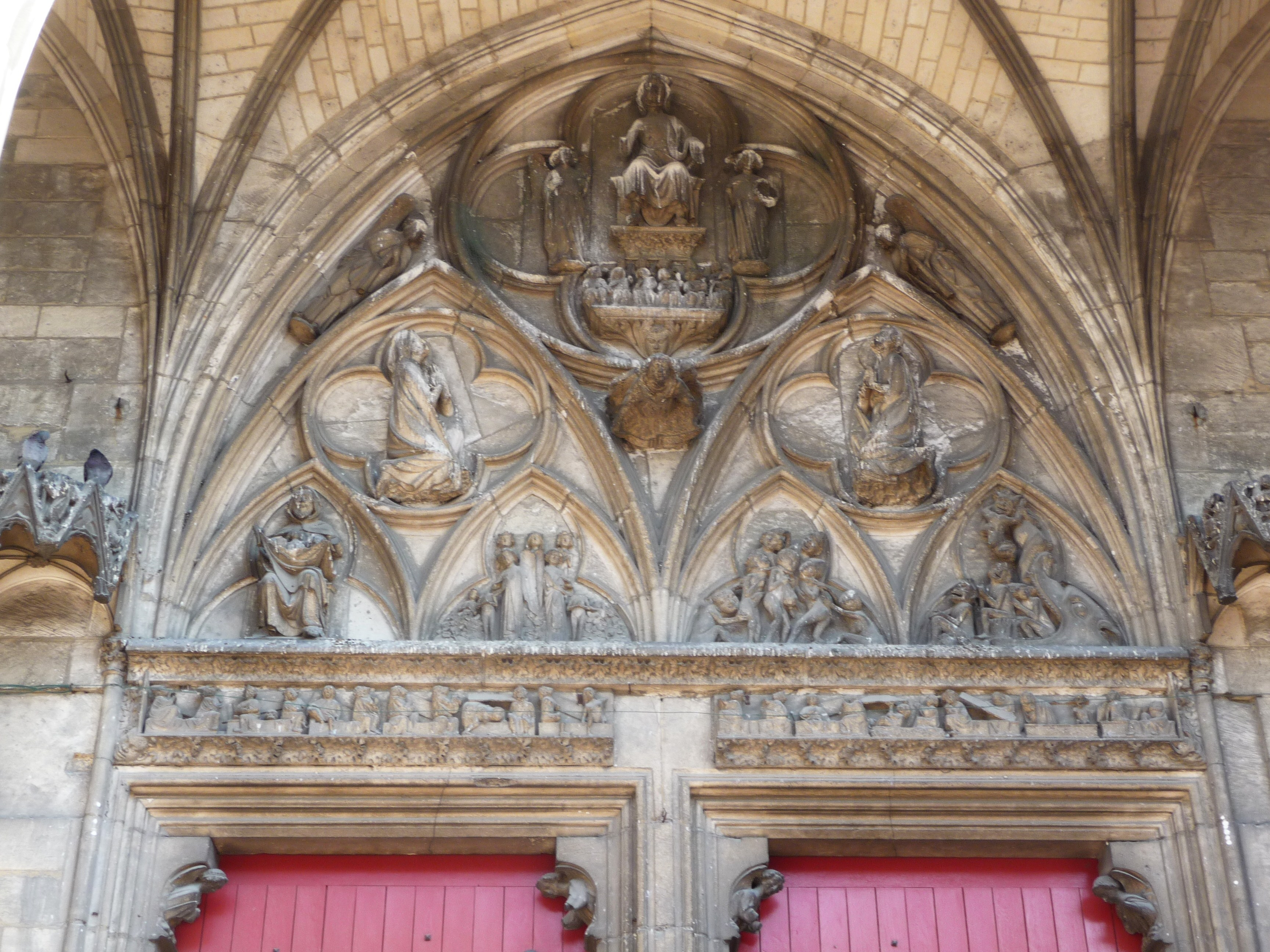
El timpà del Judici Final
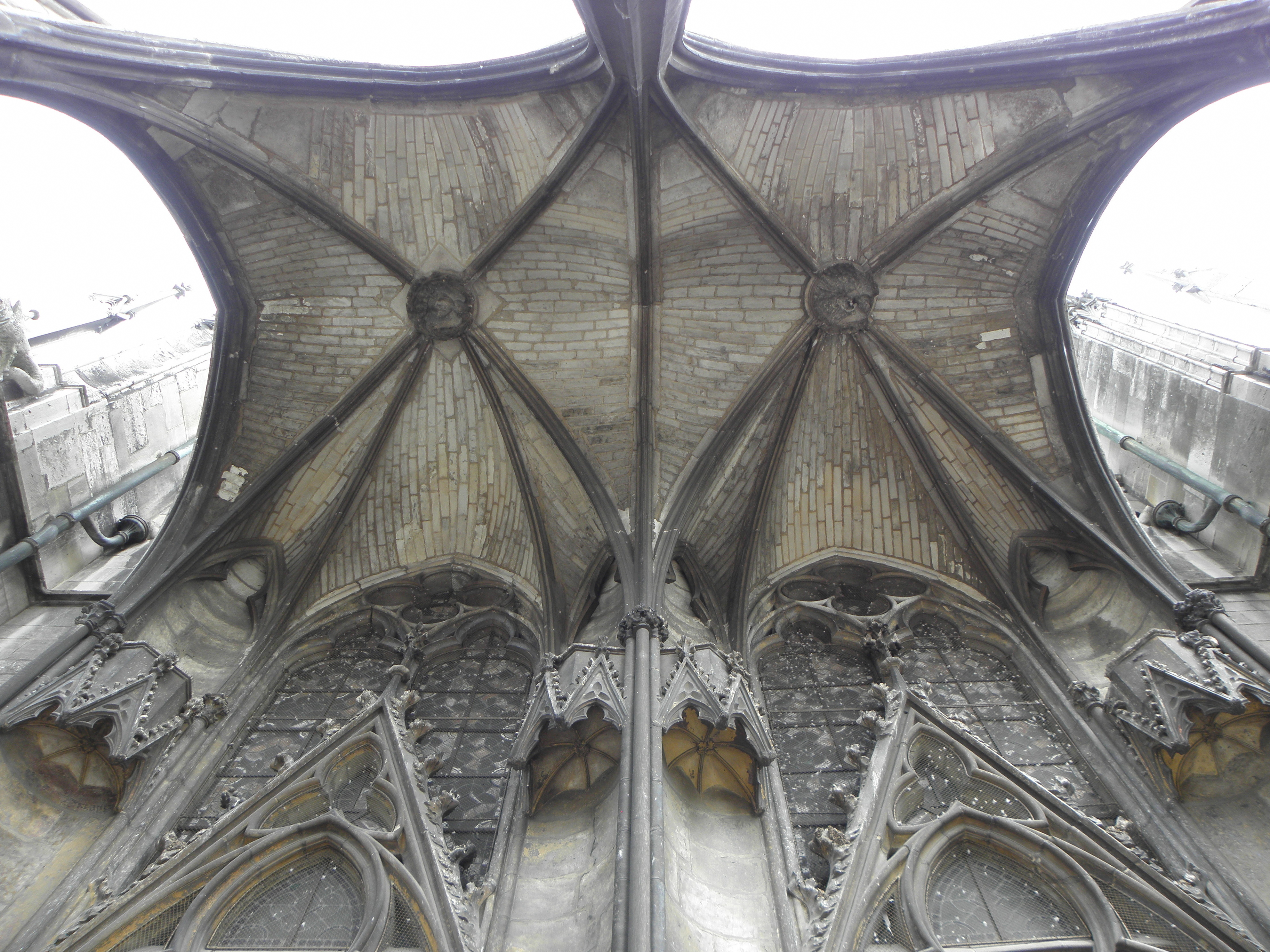
La protecció del portal

## Interior
Ací és on es distribueix tota la llum gràcies a l'espai que deixen els vitralls. La pica baptismal, de l'església de Sant Pere de Nonnains, data del segle XV. La coberta de fusta és obra de François Joseph Valtat, de cap al 1845.

Conté un dels lavabos més bells del segle XIII, amb una escena de la coronació de la Mare de Déu, amb els dos patrons de la basílica, a la dreta el cardenal Ancher i a l'esquerra el papa Urbà IV.

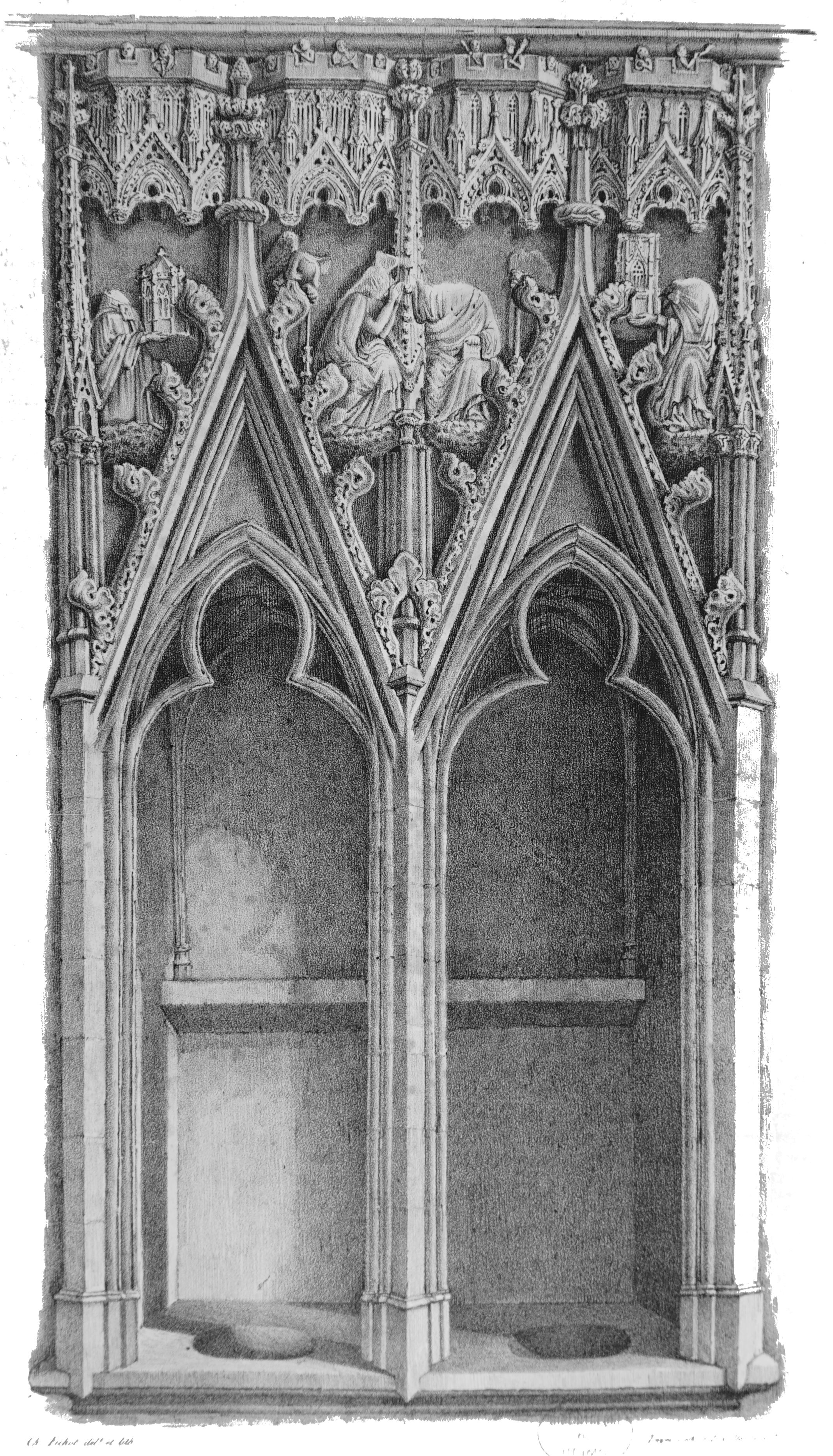
El sagrari, de Charles Fichot
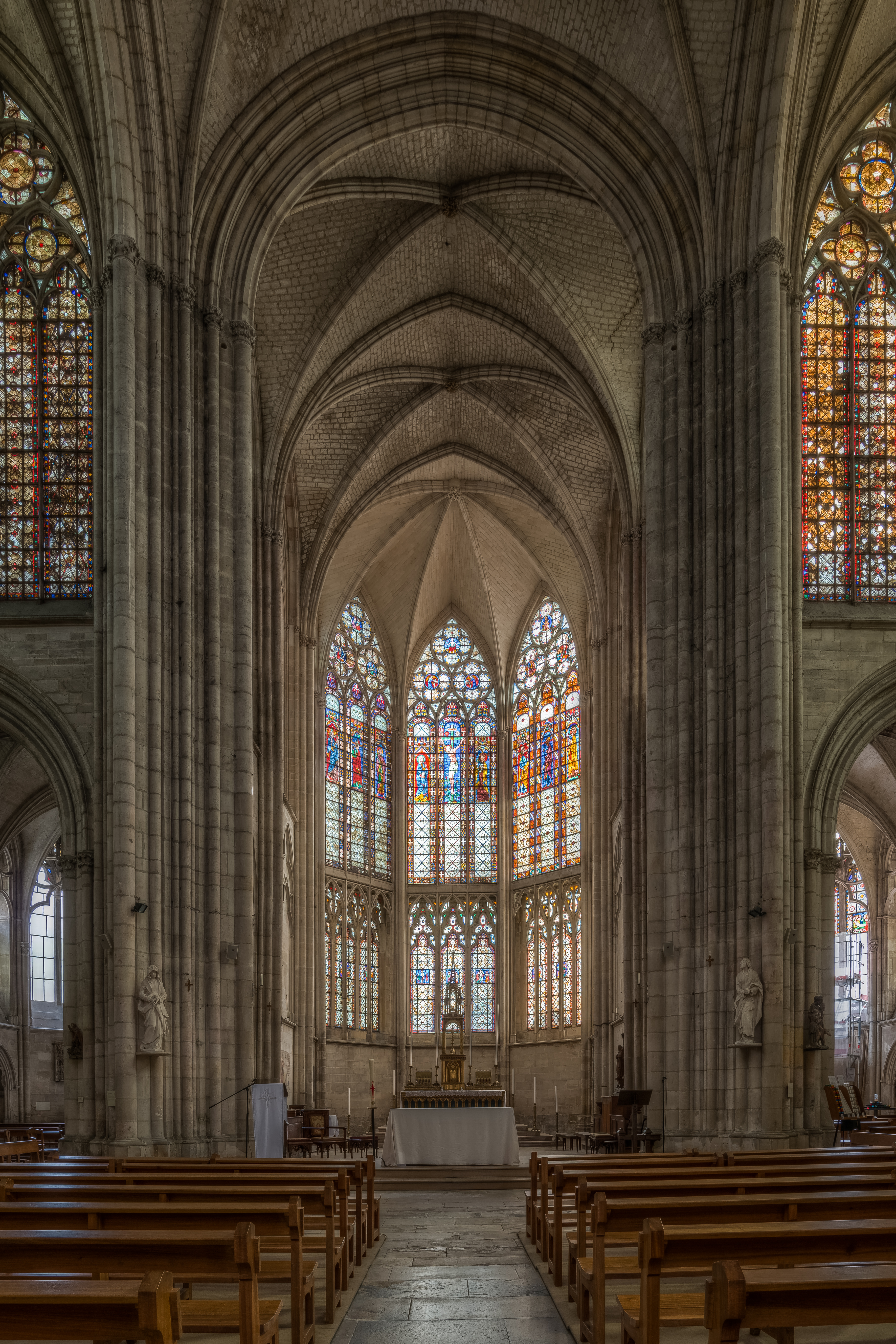
La nau
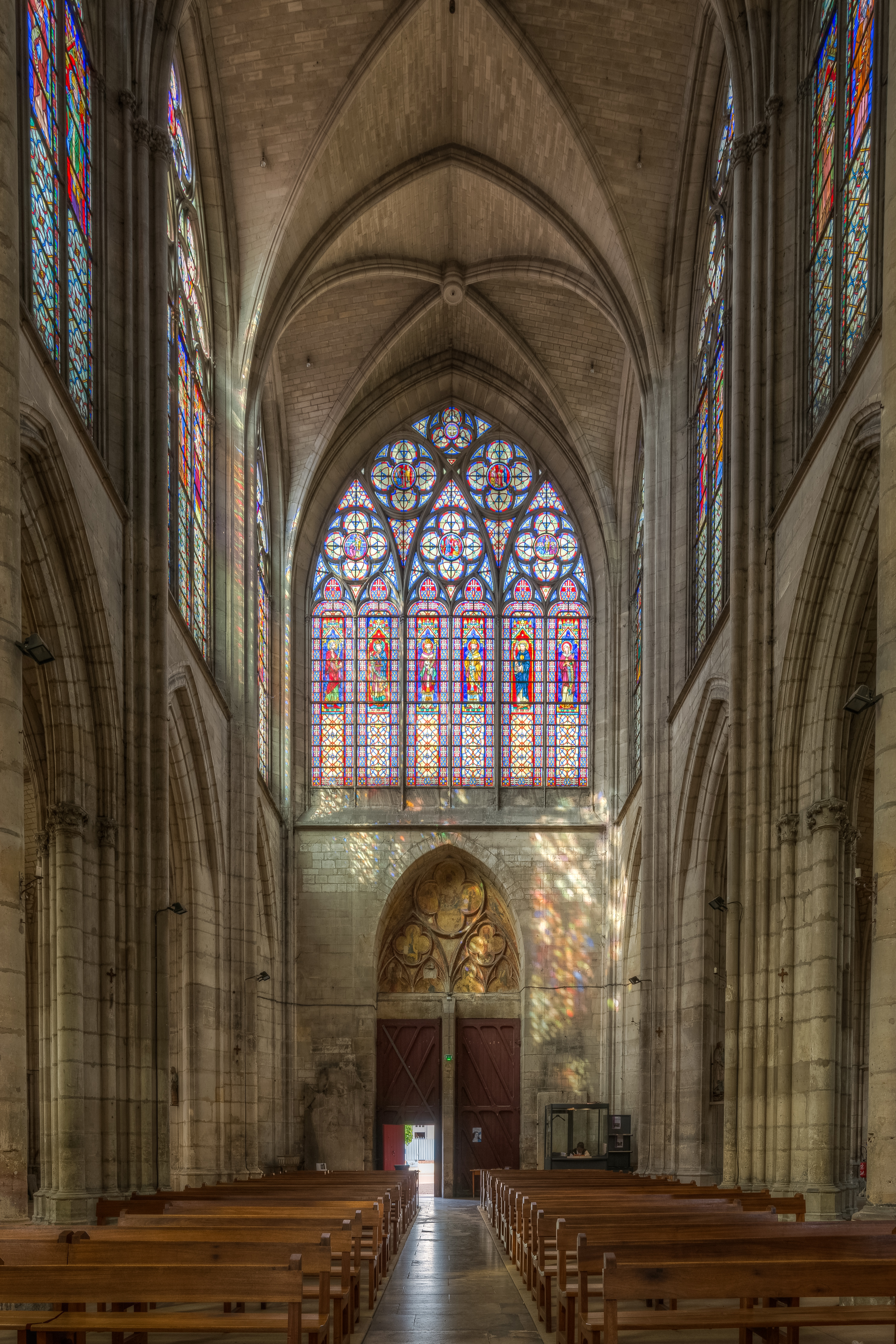
Cap al portal
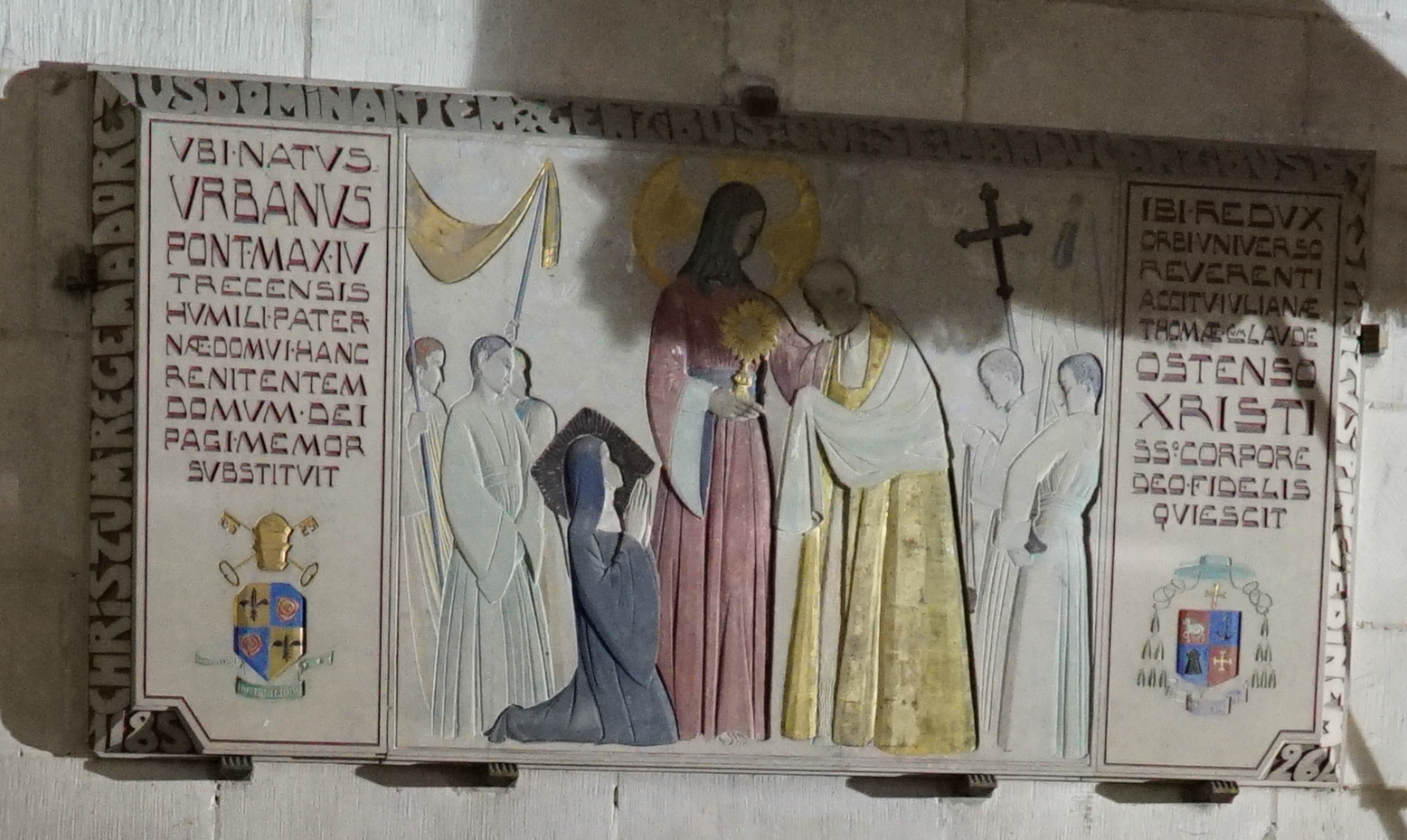
El papa Urbà IV
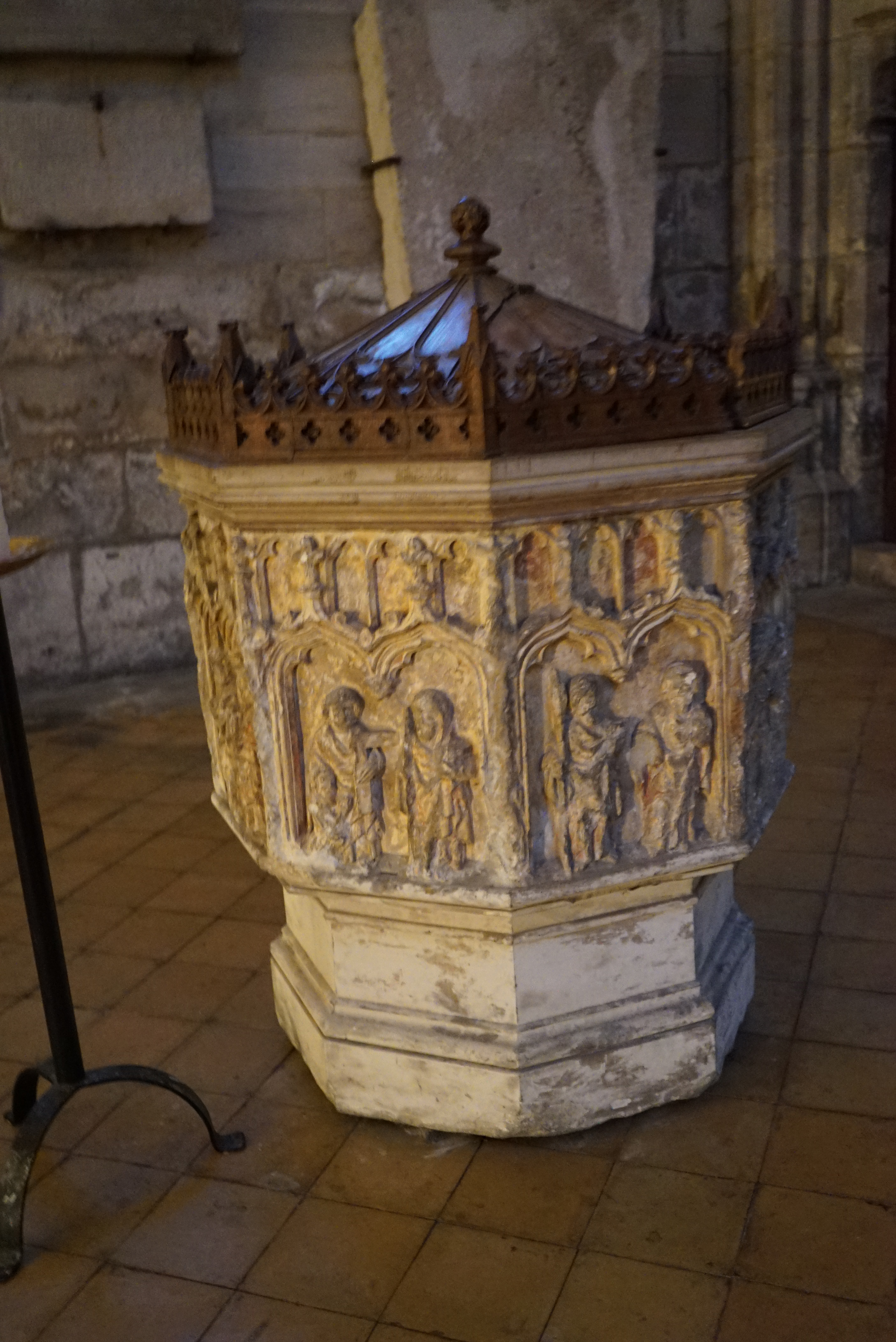
La pica baptismal
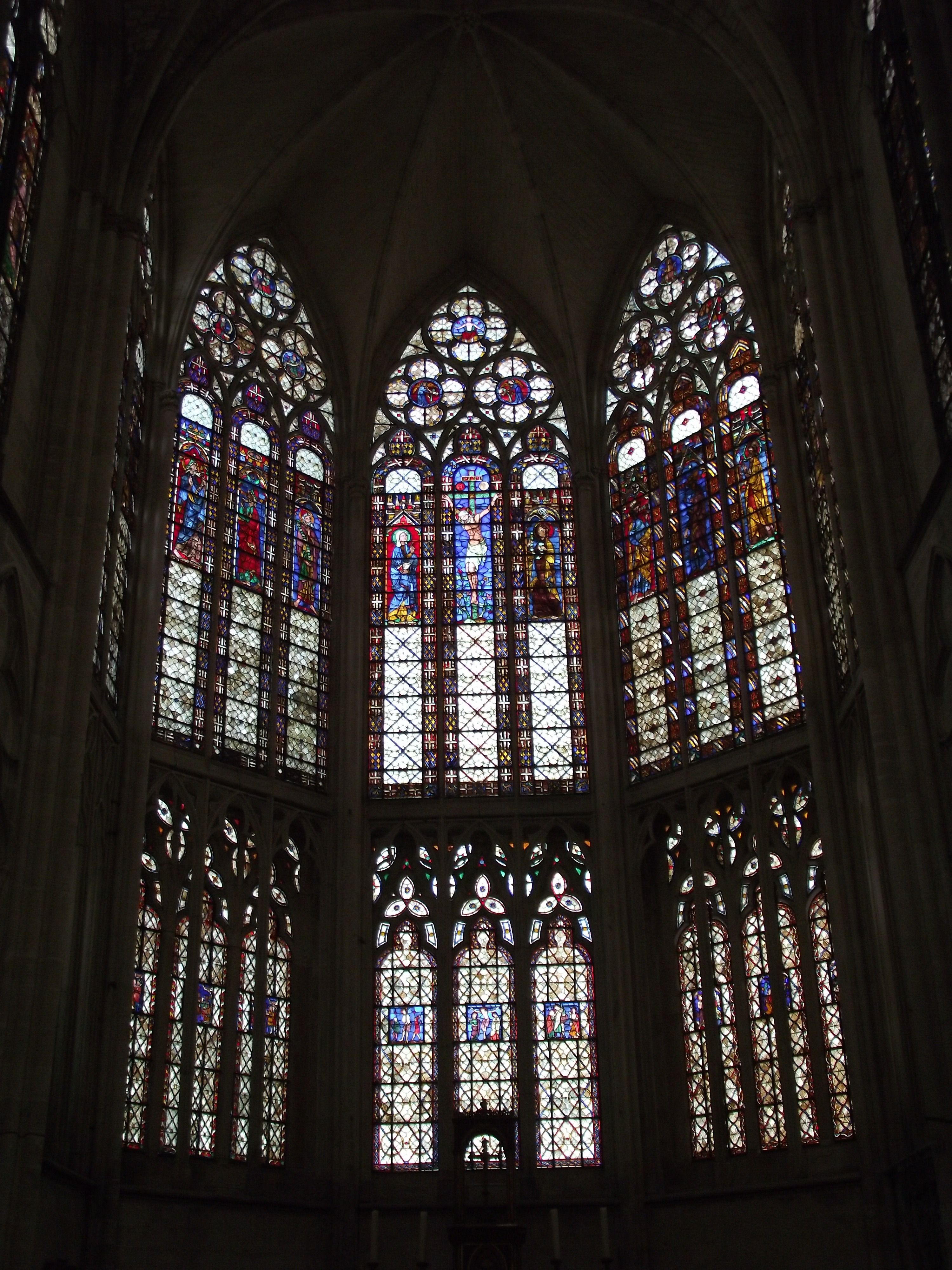
El cor

### Lloc d'enterrament
A més del cenotafi, la basílica era un lloc d'enterrament, amb moltes lloses:
- Làpida funerària de Pierre el Bretó, notari de les fires, i la seua esposa, Laurette Mérille, del segle XV;[3]
- Làpida funerària de Félis Gras de Chauchigny, burgés de Troyes, i la seua esposa Jehanne, dels anys 1370, 1380;[3]
- Làpida funerària de Jehanne, esposa del difunt Peireron Lannesval, 1471;[4]
- Làpida funerària de Jean Bompas i la seua esposa Anne Saulnier, 1563;[5]
- Làpida funerària de Gui de Bosc, 1361;[6]
- Làpida funerària de la família La Rüe, del segle XVI;[7]
- Làpida funerària de Marguerite la Caillate, del 1411.[8]

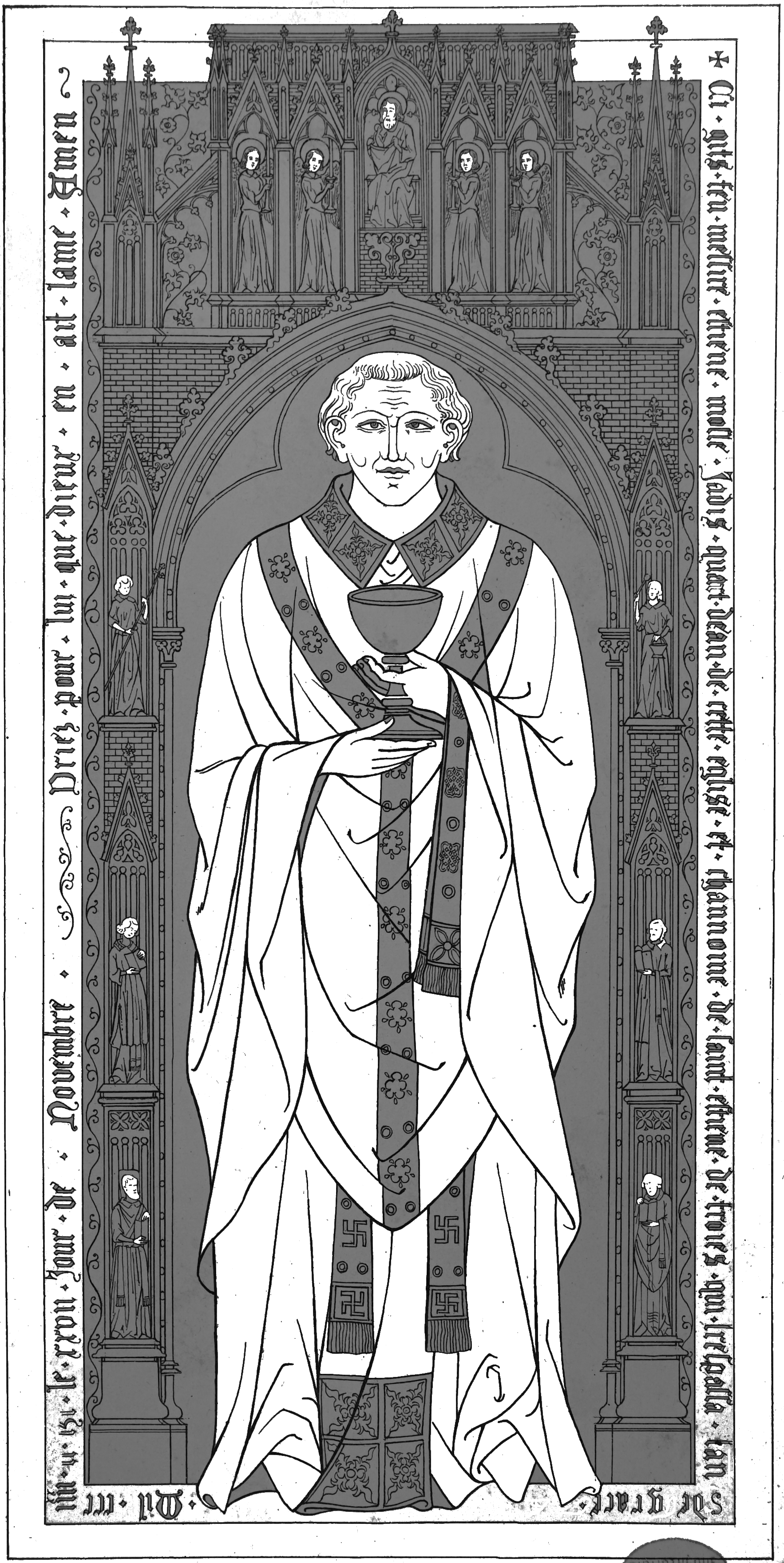
Etienne Mollé, canonge
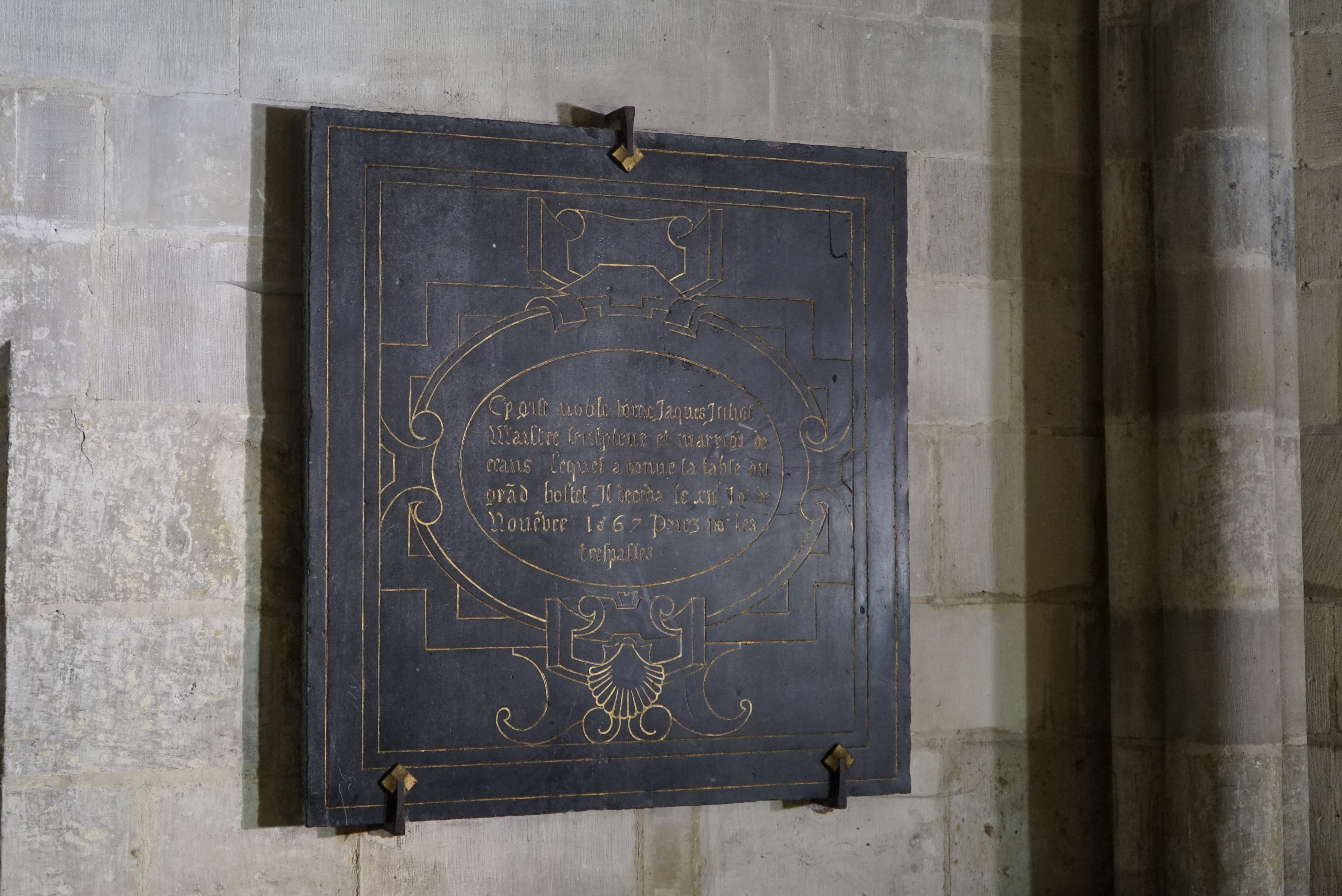
Jacques Juliot
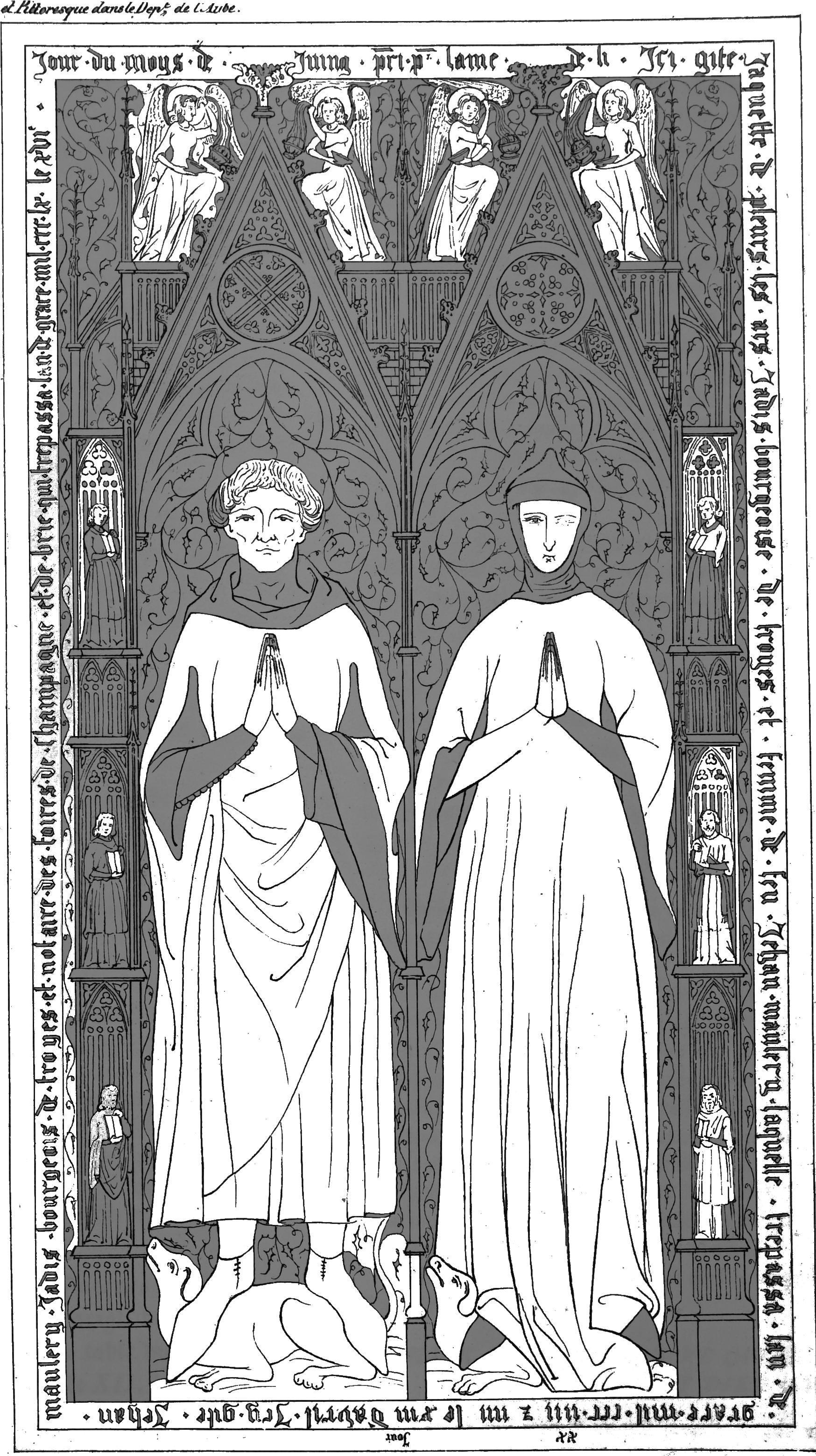
Jehan Maulery, Jaqueta de Pleurs, d' Anne-François Arnaud
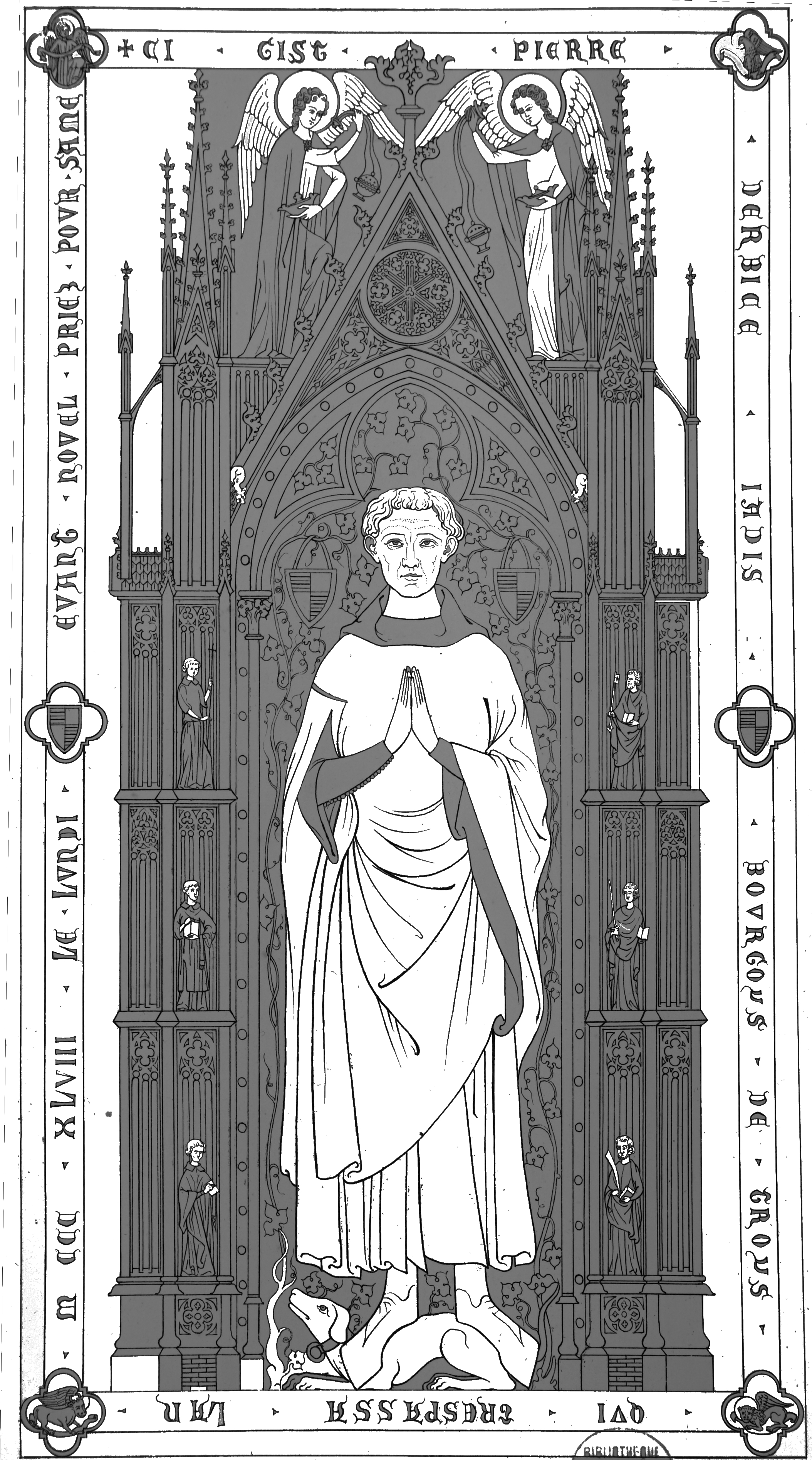
Pierre Derbisse, burgés

## Cronologia de la construcció
L'edifici, encara inacabat, es va consagrar el 1389. El portal occidental amb les parts superiors de les primeres obertures s'acabà el 1905. L'arquitecte diocesà Paul Selmersheim, que dissenyà el portal, havia restaurat abans el cor i el transsepte del 1876 al 1886.

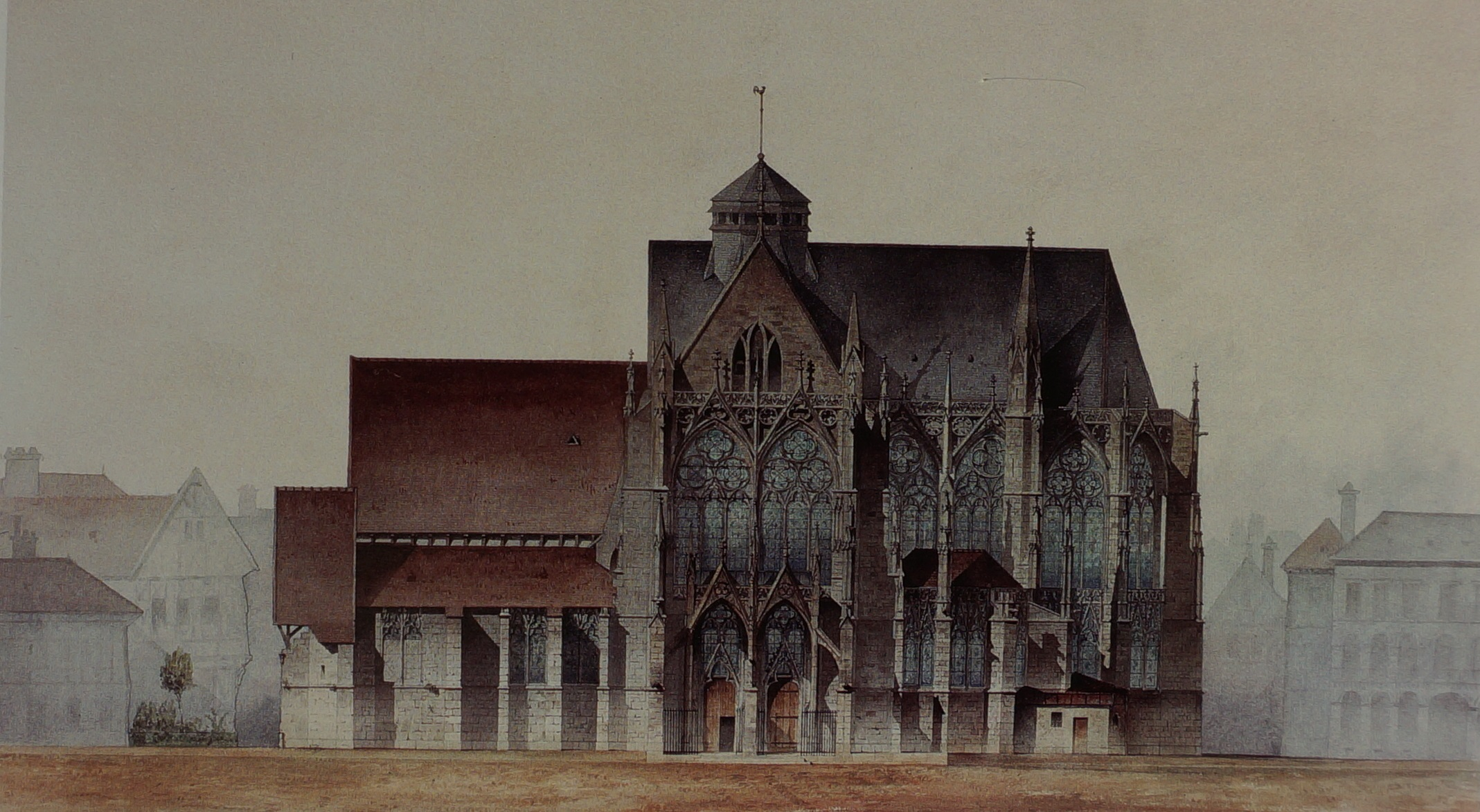
La part sud i el portal oest
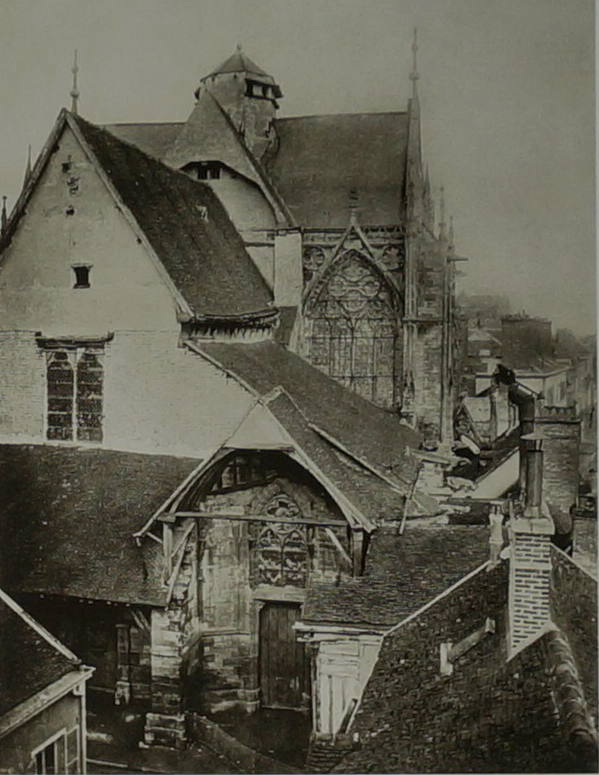
La plaça a mitjan segle XIX

L'edifici estava coronat amb una agulla de 34 metres d'alçada; la va cremar un llamp el 1761 i després fou enderrocada per ordre del capítol

## Vitralls
El timpà del Judici Final té les figures, en el seu vitrall, d'esquerra a dreta: sant Valerià, sant Lluís, sant Urbà, Urbà IV, Tomàs d'Aquino, i Cecília de Roma.

### Cor
Un conjunt de figures del 1270 de perfil, el vitrall dels patriarques; la vora heràldica que els envolta conté l'emblema francés, Navarra, de Troyes, del capítol, i del papa Urbà IV.

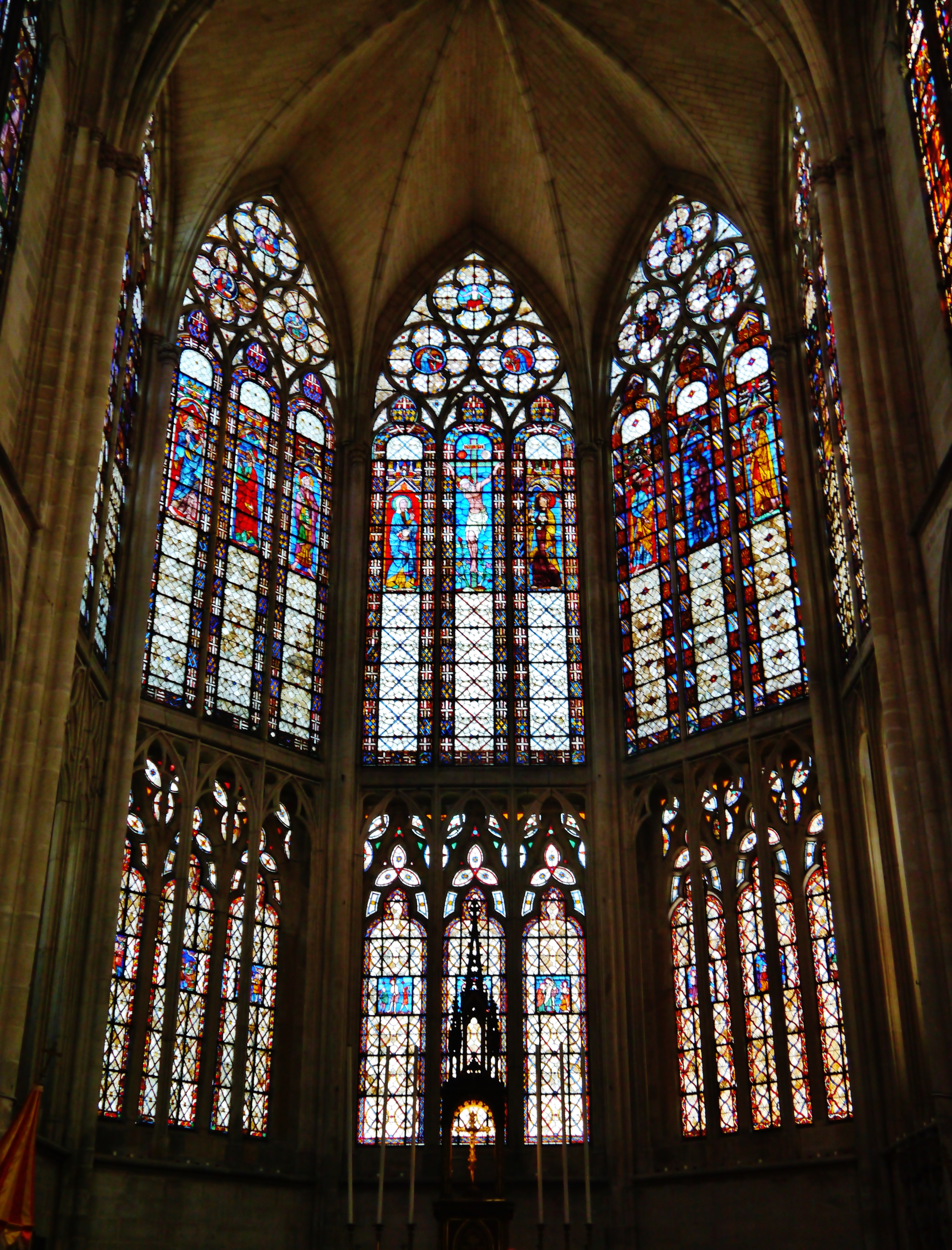
El cor
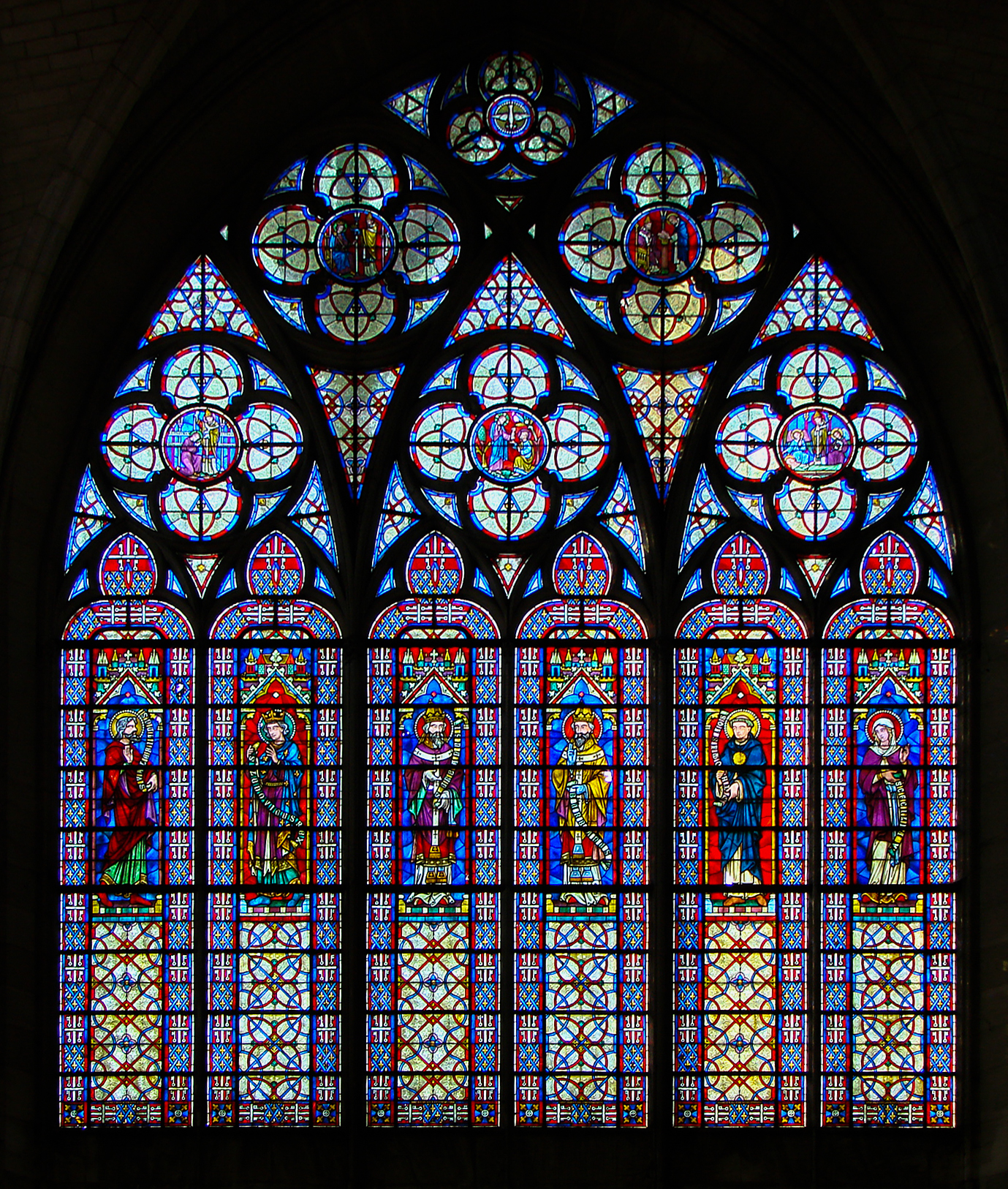
El timpà
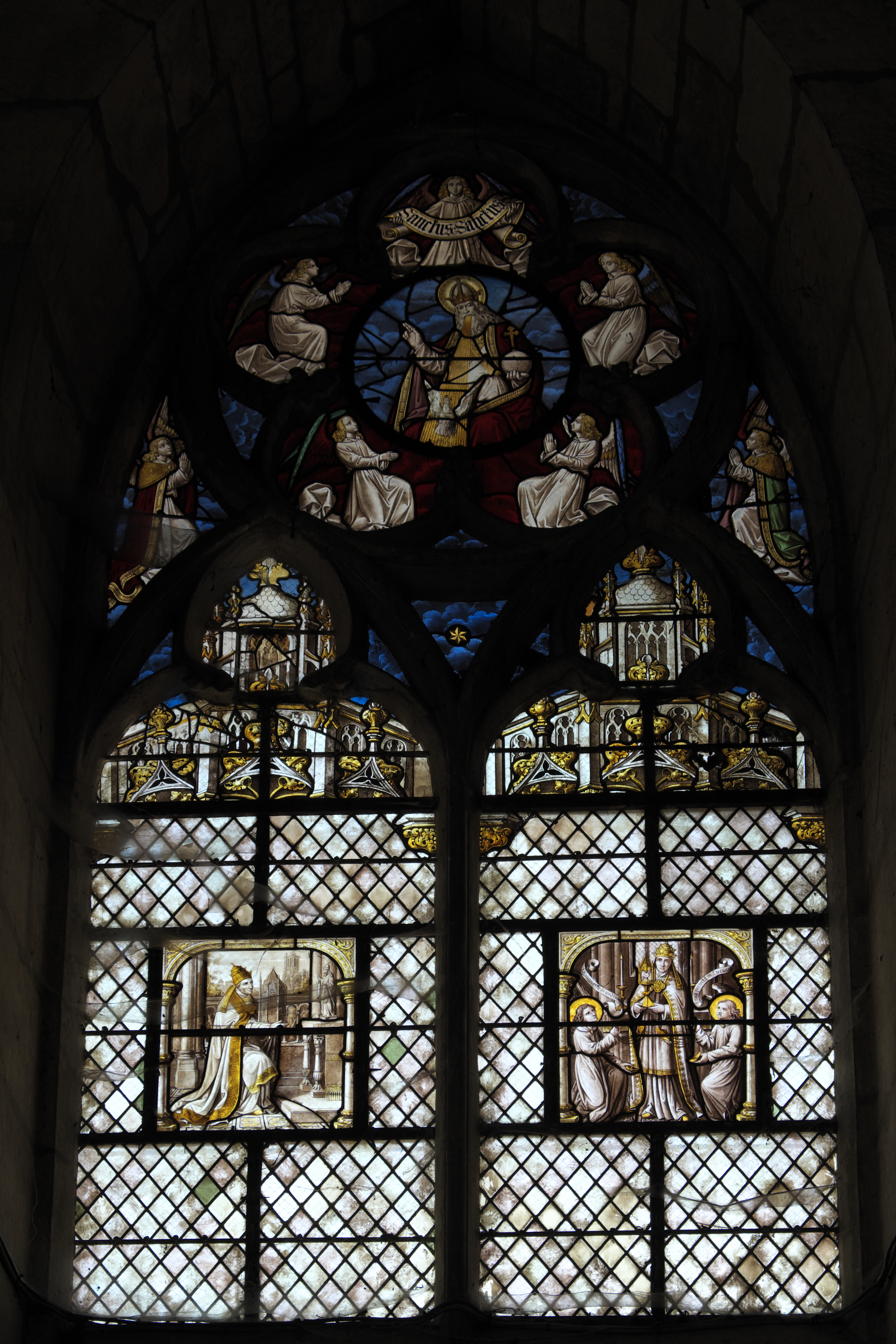
Escenes de la vida d'Urbà IV
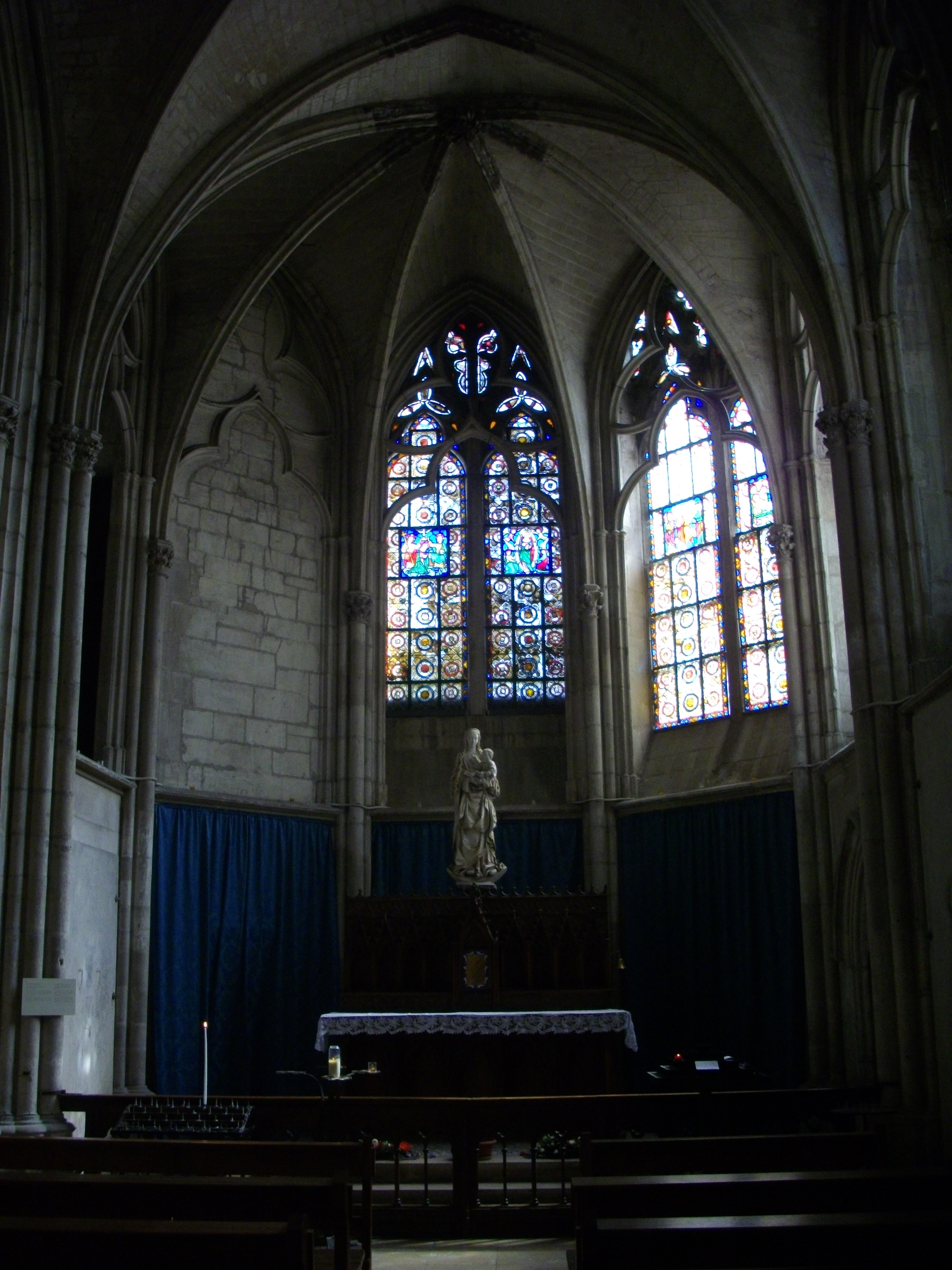
L'estàtua de la Marededeu amb raïm

### Nau
La vida del papa Urbà I apareix en setze plafons a la nau lateral nord, que Didron renovà el 1897. També n'hi ha un vitrall que mostra Jacques de Troyes predicant.

### Capelles
N'hi ha la capella nord amb el vitrall de la Visitació, del segle XIII, i la capella sud amb el de Maria amb raïm.

## Estatuària

### Interior
A més a més d'una estàtua jacent de la família Cauchon-Maupas, a sobre hi ha l'escut d'armes amb un griu daurat amb ales d'argent, tocant el cos, un filacteri en llatí que diu "Deixa'l reposar una mica fins que arribe el dia desitjat", passatge de Job XIV, 6. Hi ha estàtues procedents de l'antic Convent dels Cordellers. Les estàtues de Joan i la Mare de Déu serien peces d'un Calvari, i són del segle XVI o començament del XVII.

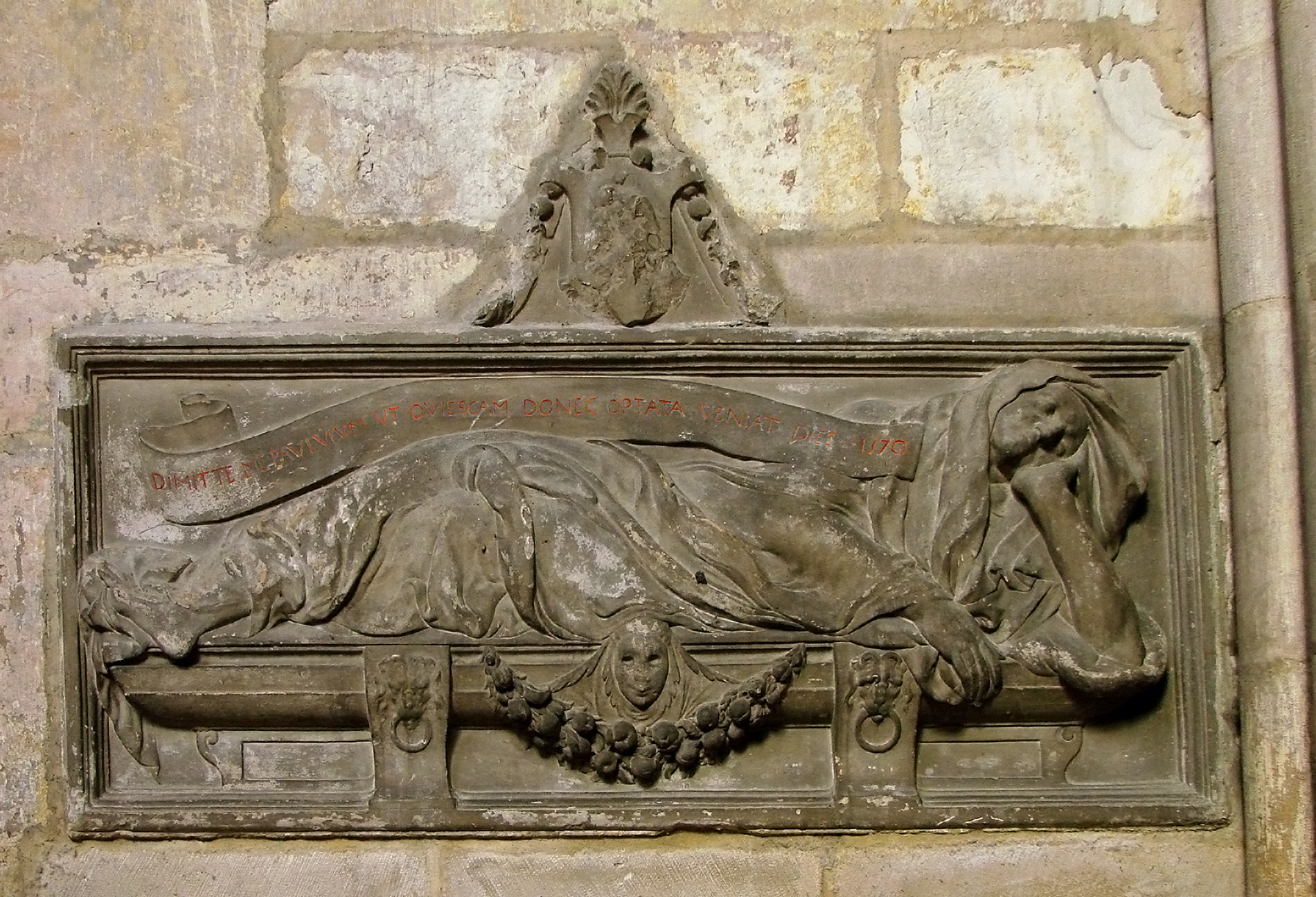
La mort de la família Cauchon-Maupas, 1570
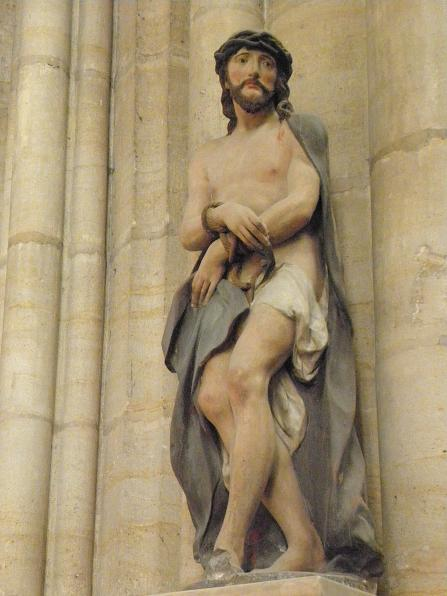
L'estàtua Ecce homo
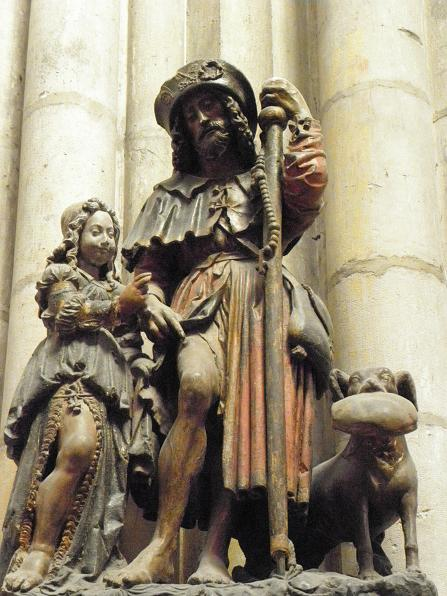
L'estàtua de Sant Roc
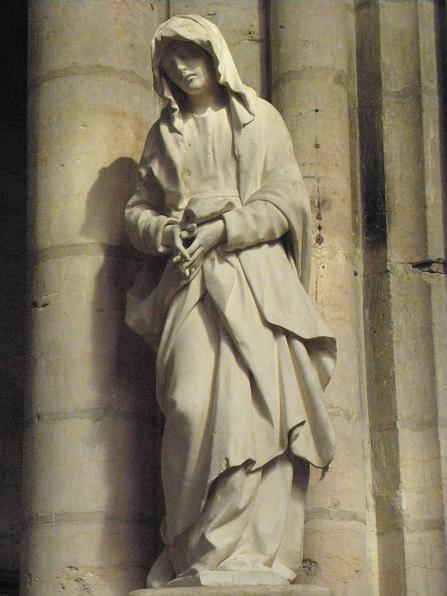
L'estàtua de la Marededeu
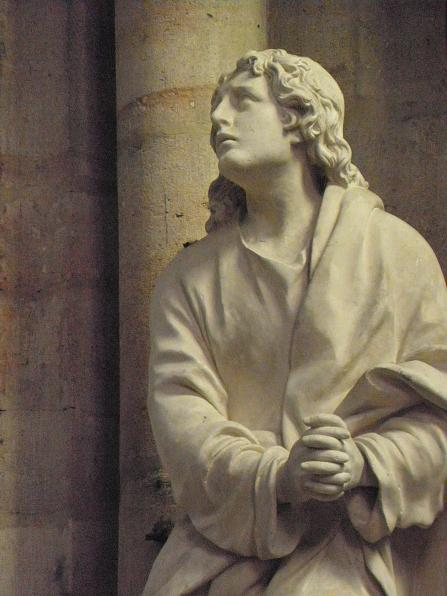
L'estàtua de Joan al Calvari
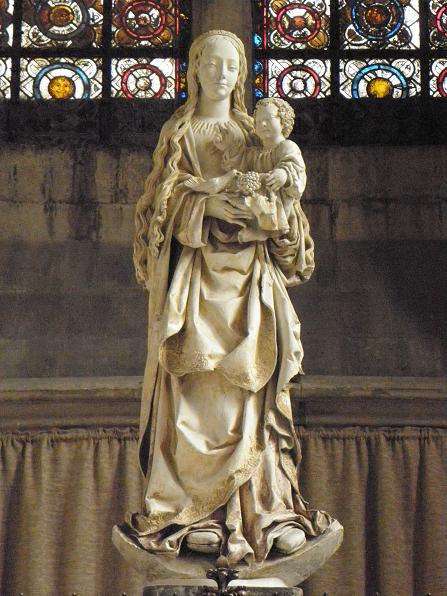
L'estàtua de la Marededeu del Raïm

Una Marededeu amb raïm, dreta sobre un quart de lluna que simbolitza la puresa, porta l'Infant Jesús al braç esquerre. Sosté un raïm i el beneeix amb la mà dreta. El mantell encara conserva traces de policromia i una vora brodada. Tots dos subjectes tenen els ulls mig tancats, esbiaixats i lleugerament oblics. Aquesta estàtua està classificada com a Monument històric.

### Exterior

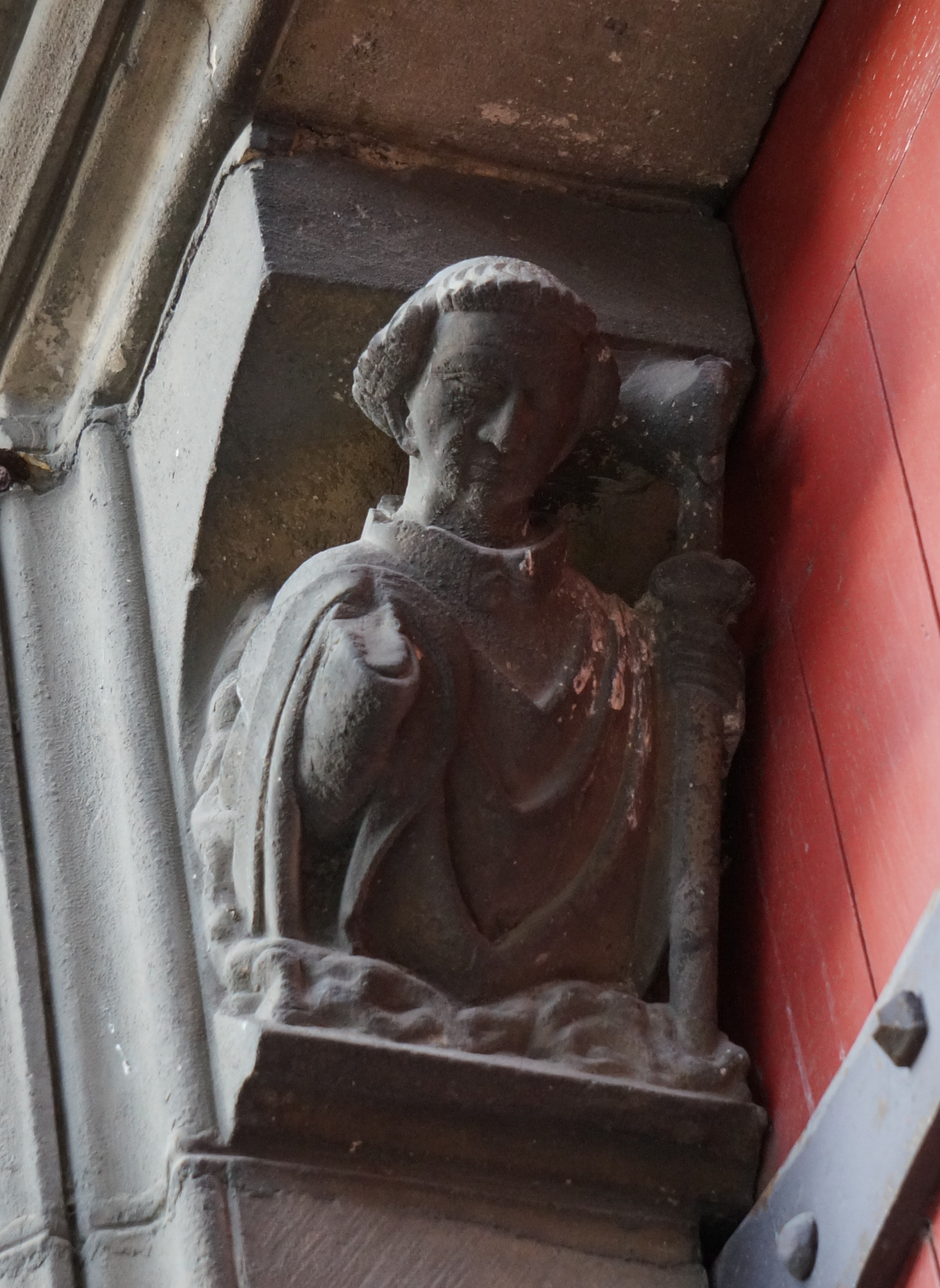
Un àngel del portal occidental
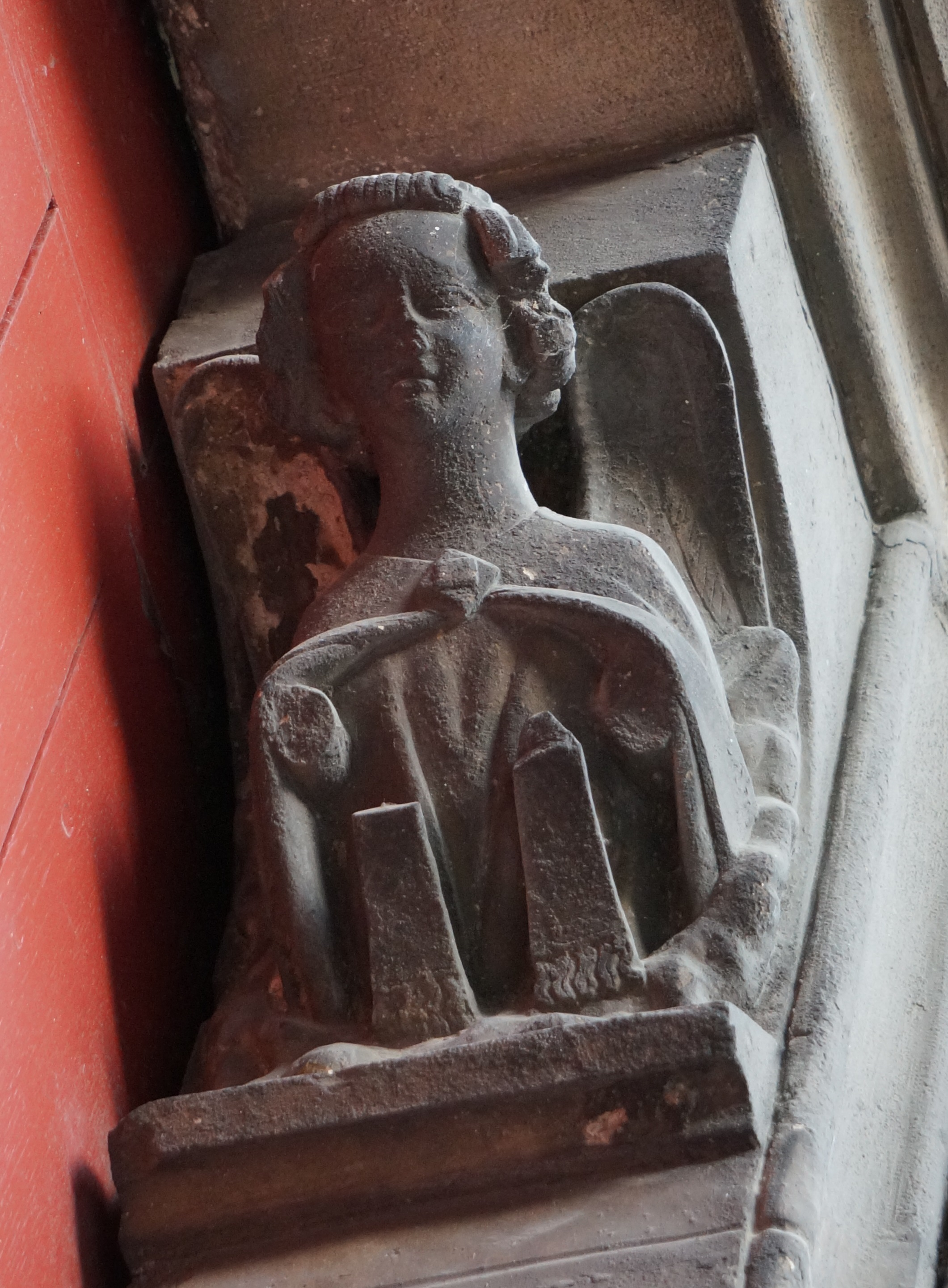
Un àngel del portal occidental
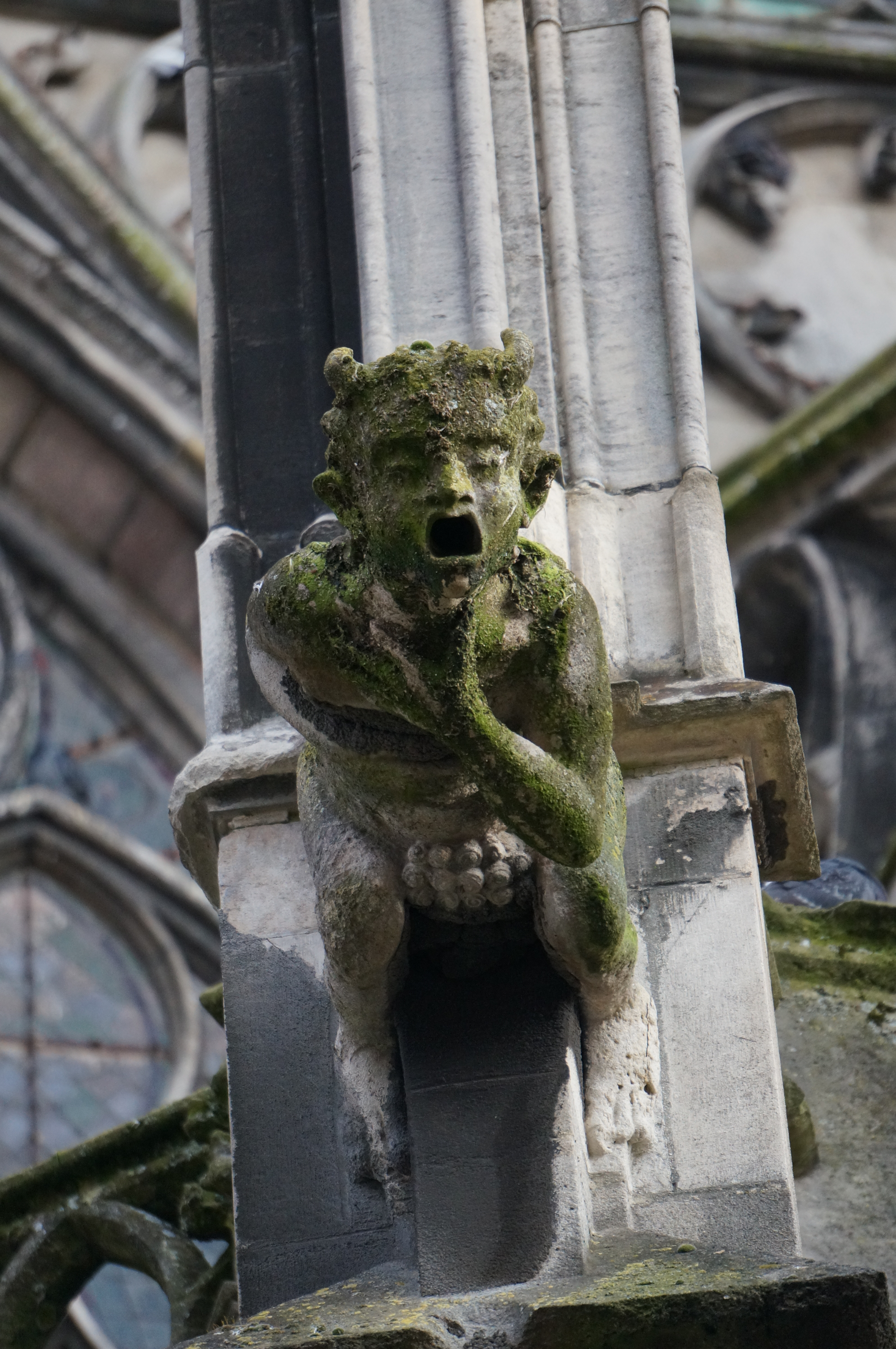
Una gàrgola
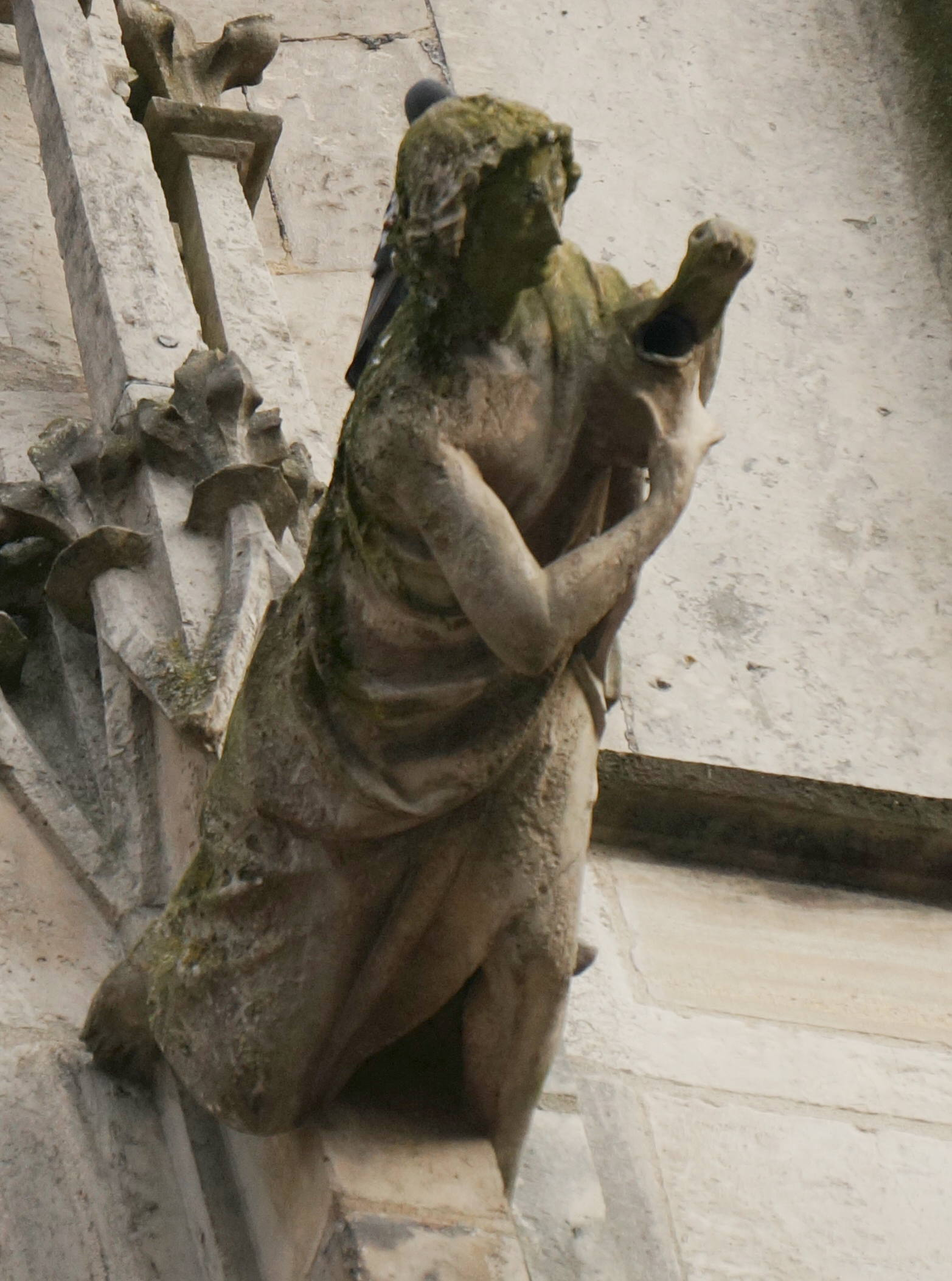
Un raig d'aigua
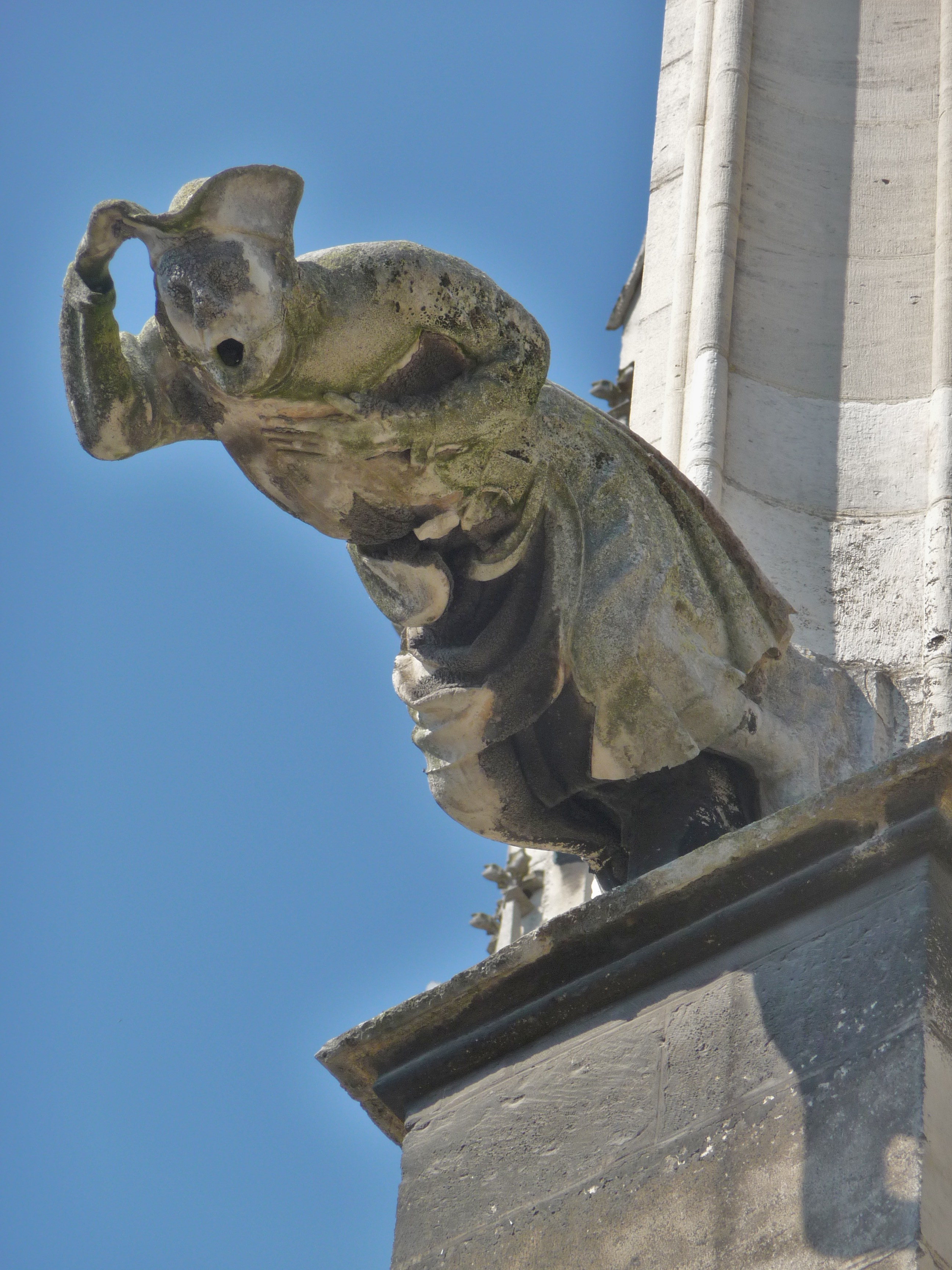
Un clergue com a gàrgola